# Palacio de la Bolsa (Génova)
El Palazzo della Nuova Borsa Valori es un edificio histórico de Génova, ubicado en la Piazza De Ferrari, también conocida como Palazzo della Borsa. Obra de los ingenieros Dario Carbone y Amedeo Pieragostini, tiene una arquitectura que sigue el estilo del neorrenacentista, mientras que los interiores, obra de Adolfo Coppedè, están inspirados en el modernismo. La arquitectura y la decoración debían resaltar el poder financiero que el mercado genovés, debido al alto volumen de negocios, expresó a principios del siglo XX, siendo la primera bolsa de valores italiana.

## Historia

### Antecedentes

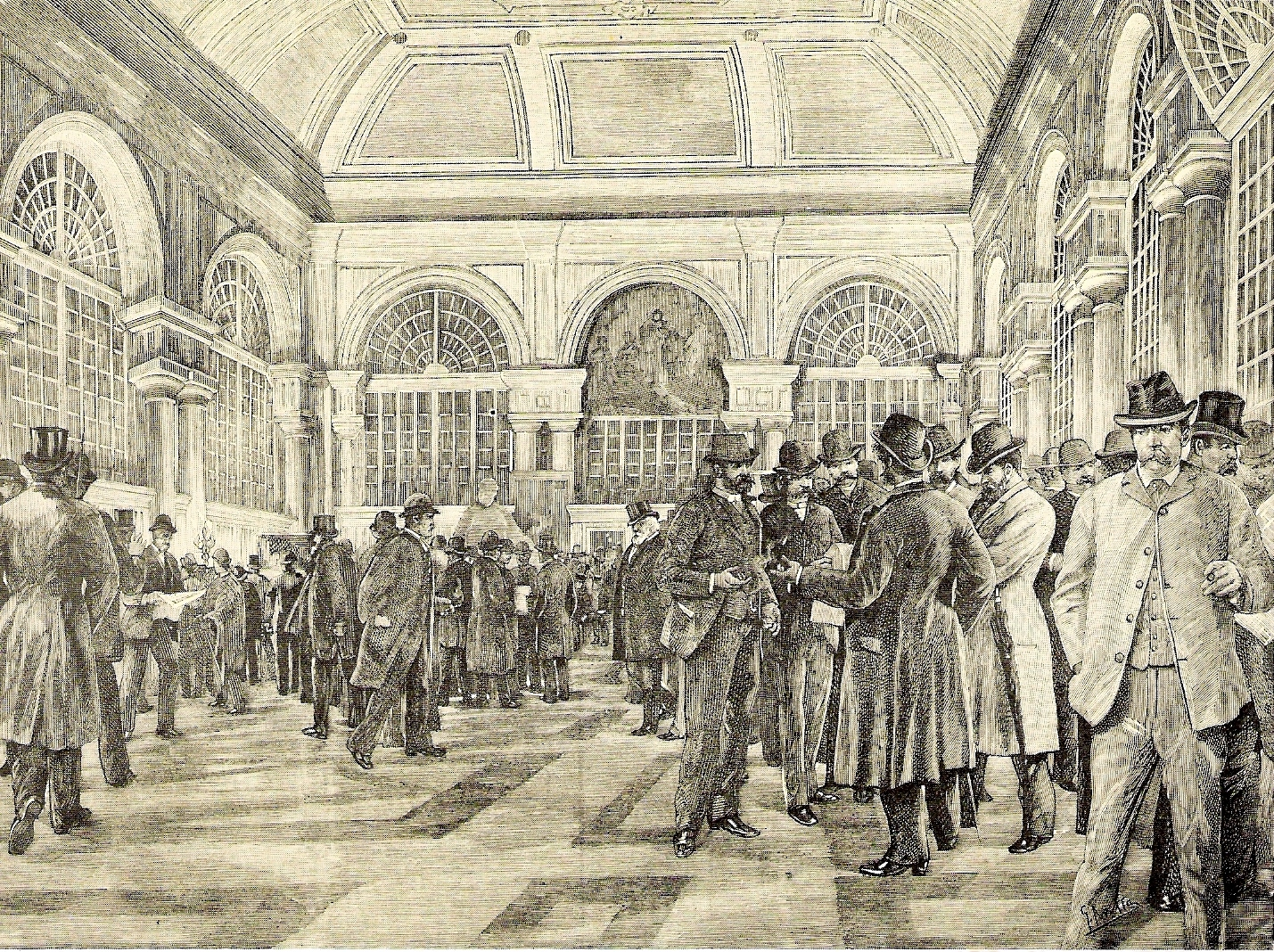
Grabado que representa el interior de la logia en el.

Génova tiene una larga historia de los  comerciales. En la Edad Media, en las ciudades, los intercambios se realizaban en la Piazza di Banchi, llamada así por la instalación de bancos de comerciantes, notarios y cambistas. En 1700, los negocios y el comercio tenían lugar en los scagni privados, en el Palacio San Giorgio y también en la Piazza Banchi. En 1822, la Cámara de Comercio creó una comisión para fijar los tipos de cambio entre Génova y los centros comerciales europeos más importantes sobre la base de la media de los precios negociados. Después de la restauración de la Loggia di Banchi, en 1840 se dedicó  a la negociación de valores con una primera regulación de cámara, con 1845 se obtuvo la primera lista de tipos de cambio con los precios de valores y acciones gubernamentales. En 1855, el nacimiento de la Bolsa de Comercio en la Loggia di Banchi y en el Palacio Senarega administrado por la Cámara de Comercio de Génova fue oficializado por un decreto de Cavour, en el que se erigieron los operadores, los corredores y los corredores de bolsa autorizados, que tenía un monumento a Cavour en la Loggia del escultor Vincenzo Vela, luego destruido en 1942 por un bombardeo. El 27 de junio de 1905 nació la empresa Nuova Borsa para la construcción del edificio que costó entonces siete millones de liras. En 1912, la Borsa delle Merci permaneció en la Loggia di Banchi, donde permaneció hasta 1985, mientras que la Borsa Valori se trasladó a la Piazza De Ferrari, en el nuevo edificio que acababa de construirse. Fue inaugurado el 20 de julio de 1912. Fue un evento de importancia nacional. Durante los tres días estuvieron presentes corredores de bolsa de todo el país donde las bolsas de valores pararon por tres días y Francesco Saverio Nitti ministro de agricultura, industria y comercio del cuarto gobierno de Giolitti, Francesco Tedesco, ministro de hacienda y Teobaldo Calissano, ministro de Correos y Telégrafos. Entre otras autoridades, el marqués Giorgio Doria, en representación del alcalde Giacomo Grasso, el entonces presidente de la cámara de comercio Carlo Dané y Nino Ronco, presidente del consorcio portuario y el marqués Giacomo Filippo Durazzo Pallavicini y el presidente del sindicato de agentes de cambio Giacomo Richini.

### Construcción

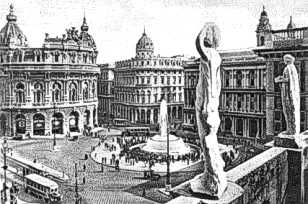
El Palazzo de la Piazza De Ferrari en una postal de principios del.

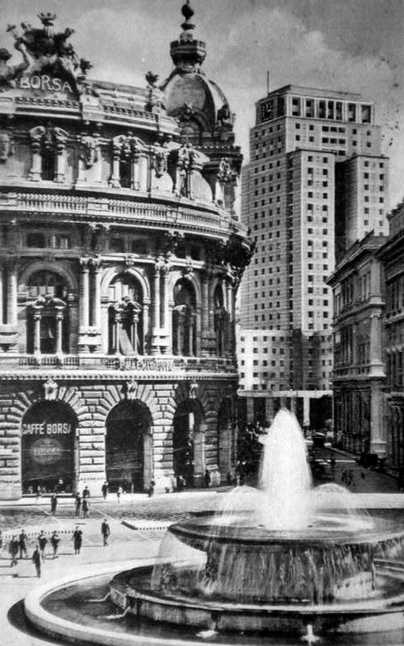
El Palazzo a finales de la década de 1940

Fue construido sobre un proyecto de Dario Carbone y para los interiores de Adolfo Coppedè . El área fue comprada por la Compañía Nuova Borsa, a un costo de 2 millones de liras, en 1906. La construcción del edificio fue contratada a la Sociedad AEDES que utilizó el hormigón armado de la Sociedad Porcheddu de Giovanni Antonio Porcheddu de Turín con el sistema Hennebique. En 1910, toda la zona sufrió una importante remodelación urbanística de esos años, que cambió su fisonomía y funciones. El antiguo barrio de Ponticello fue demolido junto con otros, ya que se excavó el cerro, se demolieron el convento y la iglesia de S.Andrea y la vía del colle (A Chêullia). Via Dante sus palacios, Piazza De Ferrari y via XX Settembre nacerá el nuevo centro de la ciudad moderna.
La imponente y monumental fachada con pilares de sillar y tiene una forma redondeada y rosada en un estilo neo-siglo XVI adecuado a Carbone para realzar el esplendor del cliente. La fachada está revestida de mármol rojo de Verona y piedra Filettole rojiza y hacia la piazza De Ferrari tiene un frontón gigante con las palabras Borsa, en un color dorado como las cúpulas del edificio.
Adolfo Coppedè se encargó de la arquitectura interior, hermano de Gino Coppedè, que en Génova por aquellos años había comenzado a difundir el estilo Liberty y el llamado estilo Coppedè que luego desembarcaría en la capital y que habría visto él creador de la ciudadela de Génova Exposición Internacional de 1914.

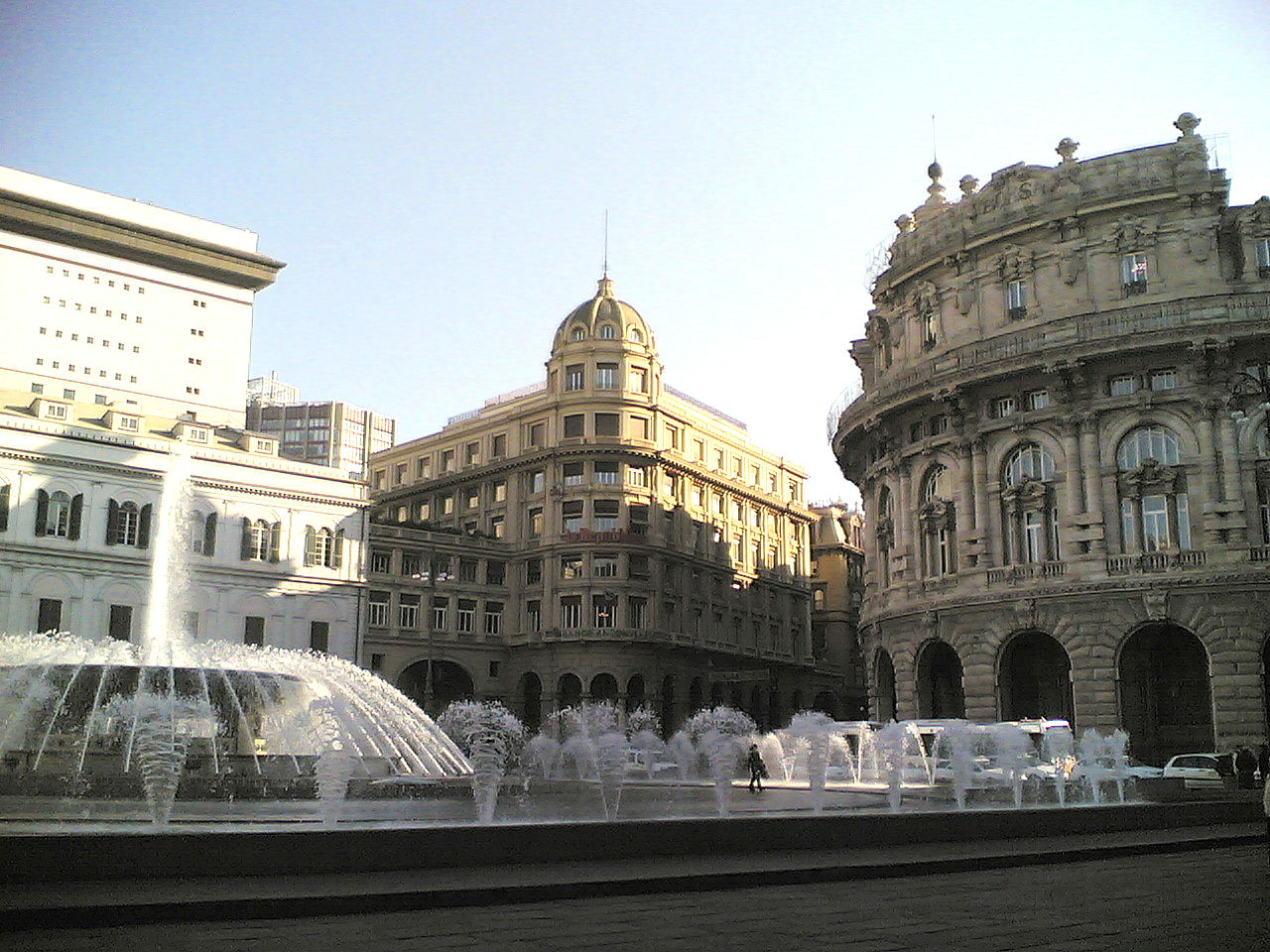
El palacio, en la plaza como es hoy

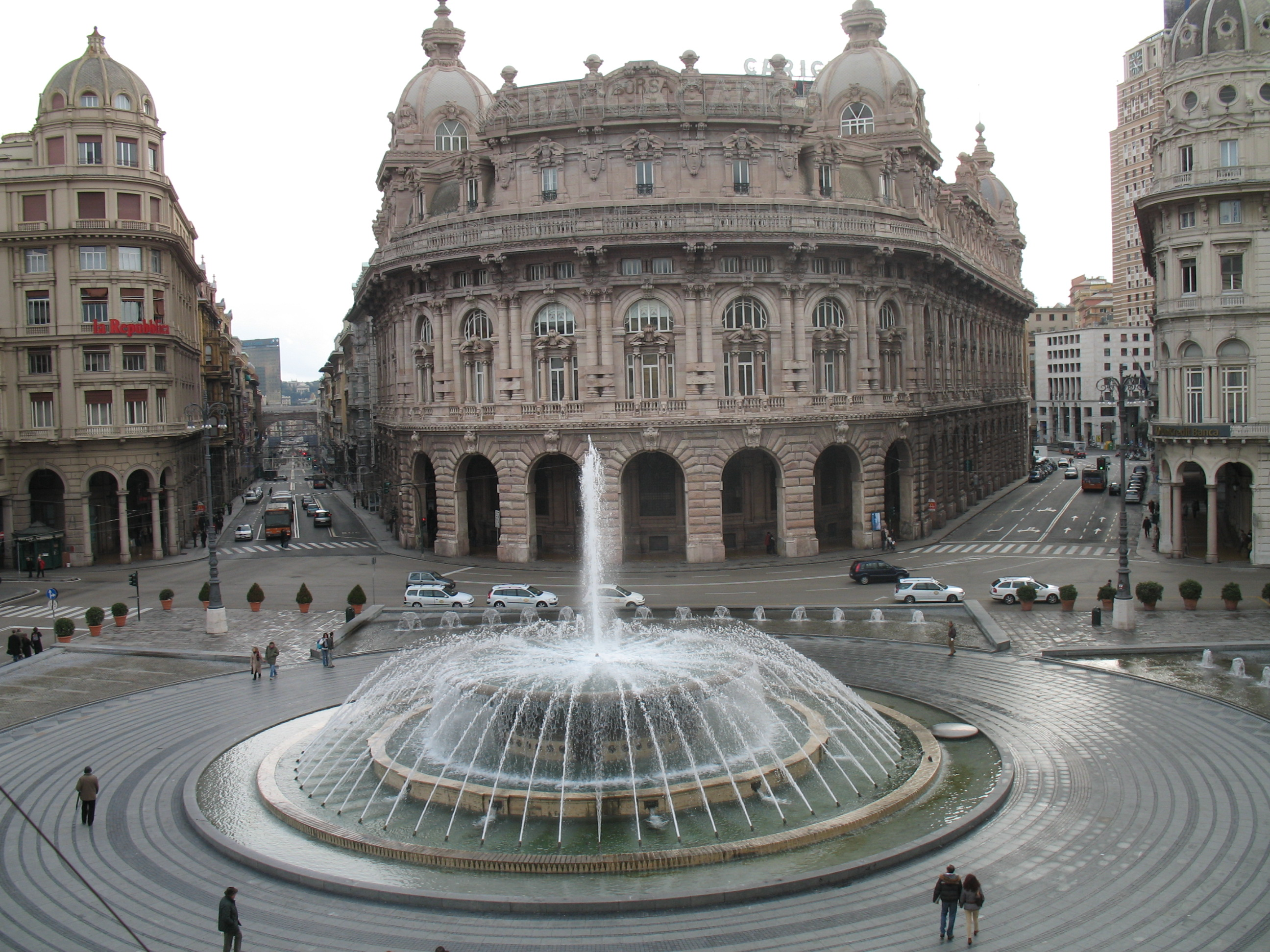
El palacio, en la plaza como es hoy

En el interior se encuentra La Sala delle Grida de 960 m², la más grande de Italia en el momento de su construcción, rodeada por treinta y nueve escuadras para el comercio de corredores de bolsa y banqueros y por dieciocho gigantescos candelabros de bronce, ahora quedan dieciséis de tres metros de altura y diseñadas por Adolfo Coppedé que las quiso hacer las Fundiciones Pignone; en el centro, Coppedè ha querido crear un gran salón en forma de elipse con columnas de mármol que sostienen una cúpula con un lucernario sobre el que se encuentra la imagen de San Jorge y el dragón, motivo retomado en la gigantesca puerta de hierro forjado donde la imagen de San Jorge y el dragón. Las ventanas redondas, típicamente estilo Liberty, fueron pintadas por el pintor florentino Salvino Tafanari. Otra sala es la Sala de Telégrafos donde había un sistema de telégrafos y un servicio telefónico internacional para operadores.

### Desde los noventa hasta hoy
Con la informatización de las bolsas y la transición al sistema telemático, la bolsa de valores de Génova vio el último grito el 28 de febrero de 1994 y la Sala delle Grida cerró el 5 de septiembre de 1998. Posteriormente la Cámara de Comercio de Génova con la Fundación CARIGE llevó a cabo intervenciones de restauración. Hoy en día, la Sala delle Grida se utiliza como espacio de exposición y está equipada para la celebración de conferencias, exposiciones y los scagni que pueden utilizarse como áreas de exposición, mientras que la Sala del Telégrafo puede funcionar como área de restauración.

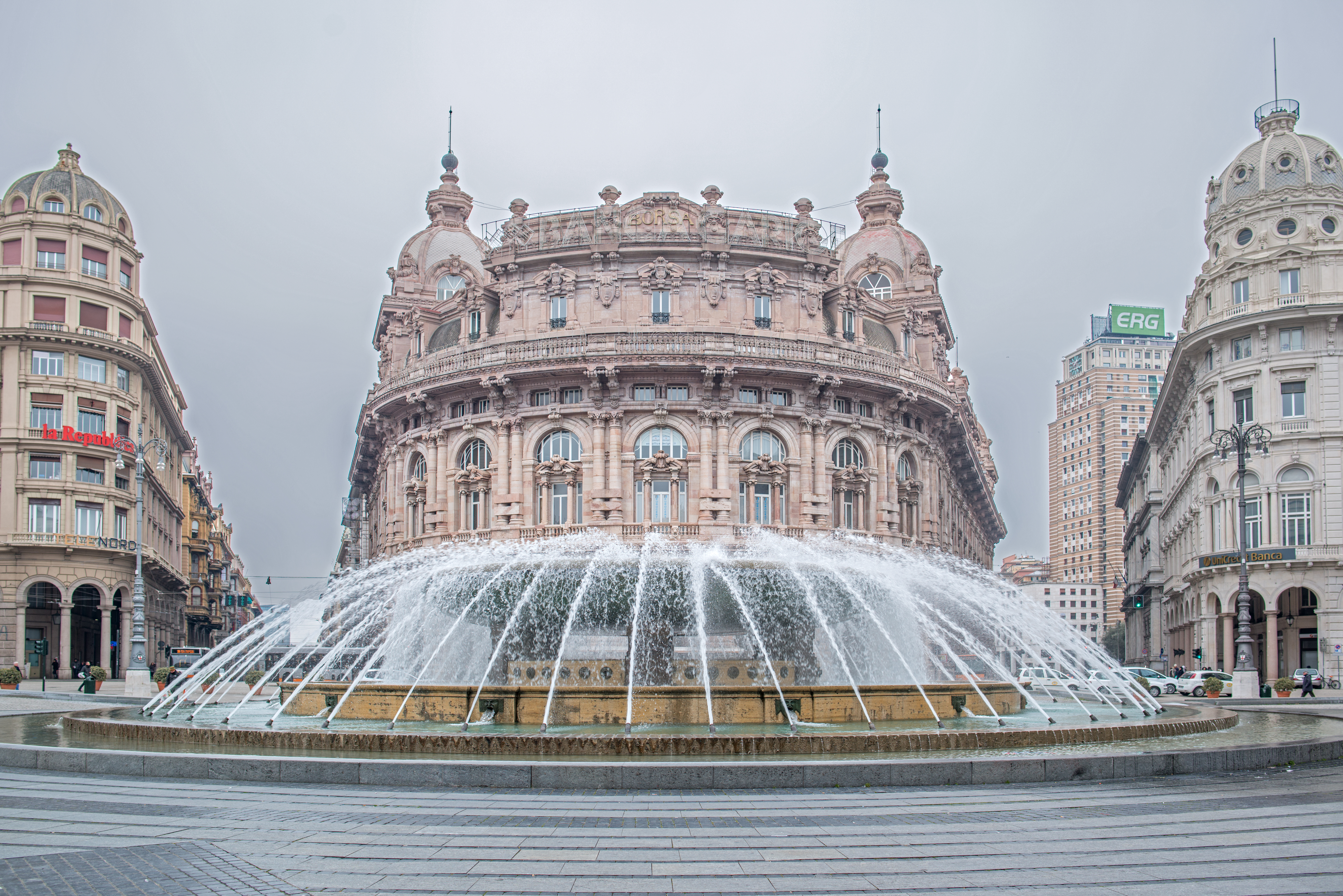
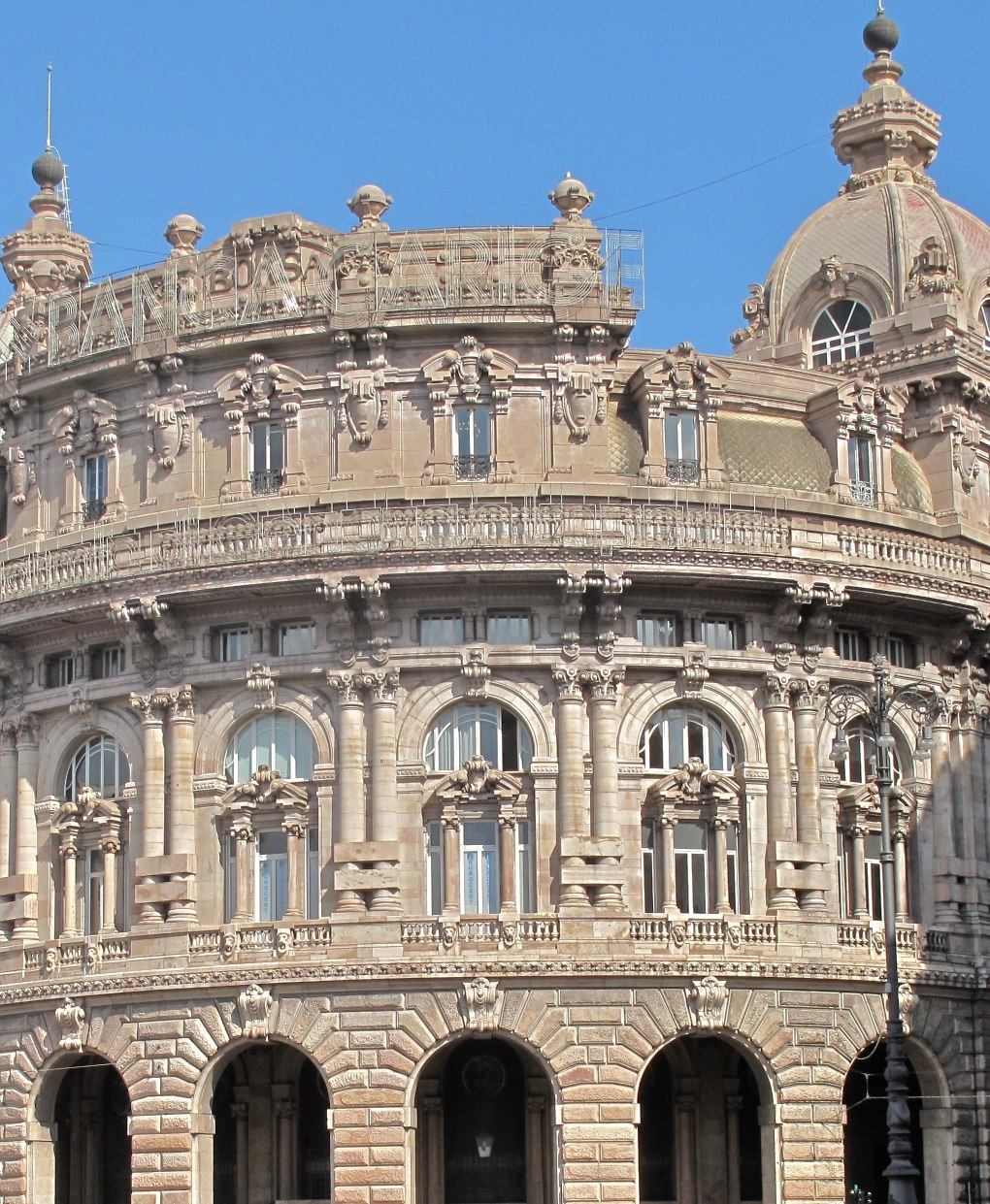
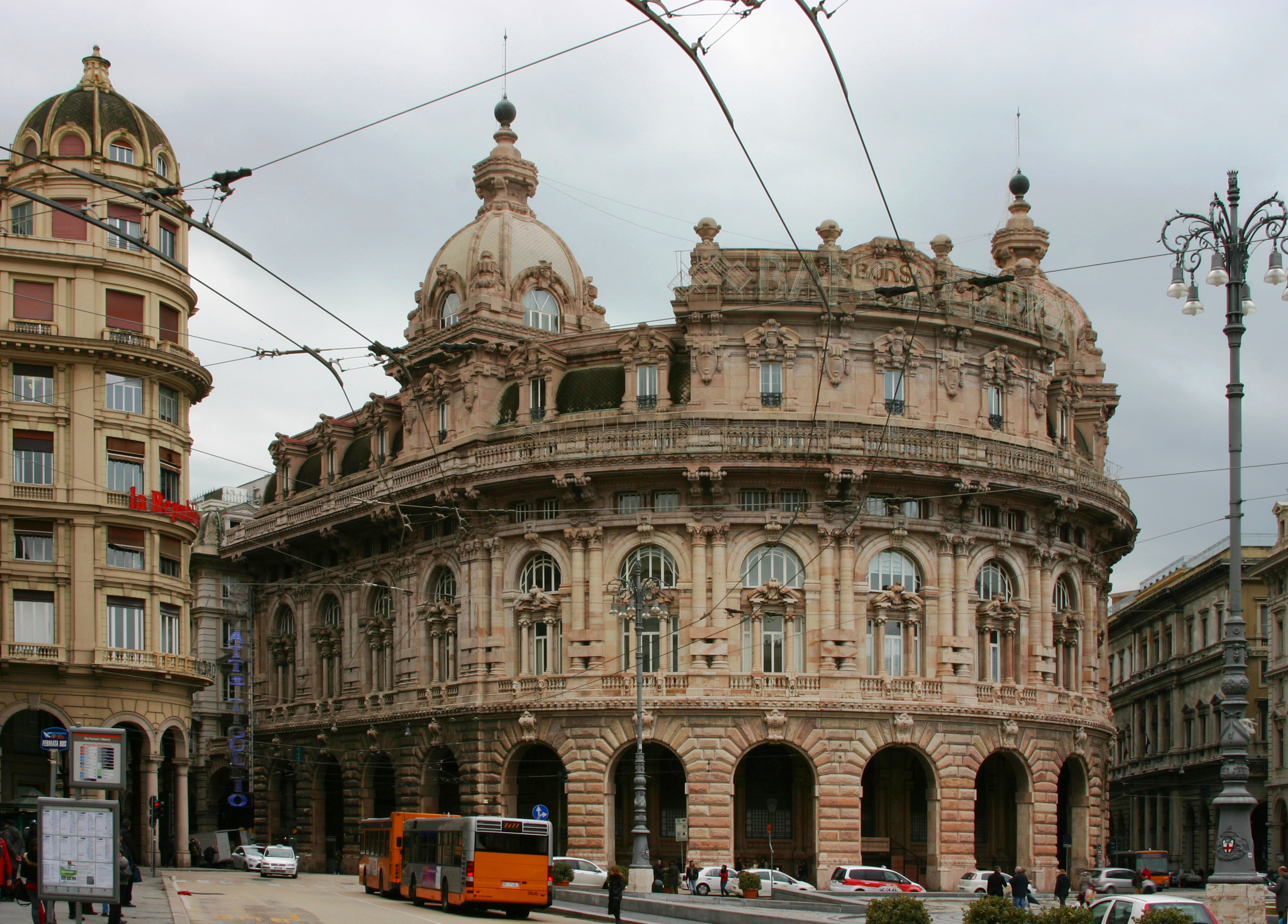

## Artículos relacionados
- Bolsa de valores italiana

- Datos: Q21194453
- Multimedia: Genoa Stock Exchange / Q21194453